# Mossa (commune)
Pour les articles homonymes, voir Mossa.
Mossa est une commune de la province de Gorizia dans la région Frioul-Vénétie Julienne en Italie.

## Administration
| Période                                  | Période  | Identité         | Étiquette | Qualité |
| ---------------------------------------- | -------- | ---------------- | --------- | ------- |
| 14 juin 2004                             | En cours | Pierluigi Medeot |           |         |
| Les données manquantes sont à compléter. |          |                  |           |         |

### Hameaux
Villa Blanchis, Valisella

### Communes limitrophes
Capriva del Friuli, Farra d'Isonzo, Gorizia, San Floriano del Collio, San Lorenzo Isontino